# Estret de Turgai
L'estret de Turgai o mar de Turgai va ser una gran massa d'aigua salada poc profunda (un mar epicontinental) del Mesozoic i Cenozoic. S'estenia al nord de la mar Càspia actual fins a la regió paleàrtica, i va existir entre el Juràssic mitjà i l'Oligocè (fa 160-29 milions d'anys). L'estret de Turgai no va ser totalment continu durant tota la seva existència, tot i que era un element predominant dins la seva regió. Fragmentava l'Europa meridional i l'Àsia sud-occidental en un gran nombre de grans illes, i separava Àsia d'Europa. L'estret de Turgai deu el seu nom a la regió del riu Turgai, al Kazakhstan.